# Tyrannis

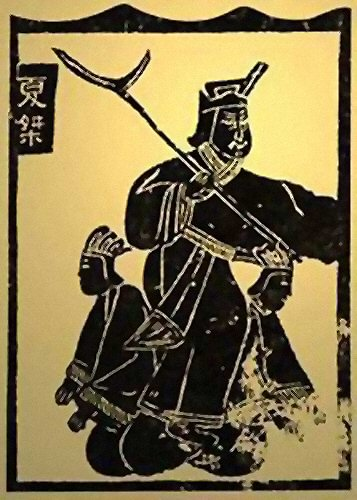
Král Ťie ze Sia drží v ruce tyčovou zbraň Ji představující útlak, a sedí na dvou dámách, které symbolizují jeho zneužívání moci.

Tyrannis (řecky τυράννις) nebo počeštěně tyranida označuje formu vlády ve starověkém Řecku, v jejímž čele stál tyran. Tyran byl samovládce, který se zmocnil vlády násilím, převratem.
Raná tyrannis v archaickém obdobní v 7.–6. století př. n. l. v různých řeckých státech svrhla  vládu rodové aristokracie. Tyrannis však nemívala trvalejší charakter a po nějaké době byla vláda tyranů svržena svobodným lidem (démos), o který se jejich moc opírala, a byly nastoleny jiné formy vlády. Například v Athénách pak oslavovali Tyranobijce.
Tyrannis se uplatňovala i později, zejména na konci klasického období ve 4. století za krize městských států. Nepřesně se jako tyrani označuje i oligarchická vláda třiceti v Athénách.
Slovo tyran bylo původně chápáno neutrálně, ale již v antice začal být tyran vnímán jako potlačovatel a nepřítel svobody a formulována myšlenka, že zabití tyrana je chvályhodné. Tato nadčasová etická otázka se vrací ve vztahu k jiným autokratům, např. v Deklaraci nezávislosti USA nebo ve filmu Vyšší princip.

## Principy
Hlavou takového systému byl tyran (řecky τύραννος – tyrannos). V dobách antického Řecka to bylo chápáno jako označení neoprávněného vládce (na rozdíl od monarchie).
Tyran se opíral o nespokojené vrstvy obyvatelstva a jeho cílem se stalo konečné odstranění nadvlády rodové šlechty. Tyranové se snažili udržet svou moc a podporovali hospodářský rozvoj obce. Usilovali také o dosažení jednoty v obci pořádáním náboženských slavností na počest bohů, ochránců obcí. Značné finanční prostředky věnovali na stavební rozvoj města. Toto období se nazývá raná řecká tyranida.[zdroj⁠?!]
V rámci dějin starověku se z časového hlediska rozlišují dvě fáze tyranidy: starší (též raná nebo archaická), jejíž počátky spadají do 7. století př. n. l., a mladší, jež vznikla ke konci 5. století př. n. l. a rozšířila se především vně vlastního Řecka (hlavně na Sicílii).

## Tyrani(výběr):
- Abantidas († 252 př. n. l.), tyran města Sikyónu, jednoho z městských států starověkého Řecka
- Gelón († 478 př. n. l.), tyran v Gele a Syrakusách na Sicílii
- Hierón I. († 466 př. n. l.), tyran Gely a Syrakus na Sicílii
- Kritiás, (460–403 př. n. l.), hlava oligarchů, tzv. 30 tyranů (vláda třiceti) v Athénách po porážce v peloponéské válce
- Peisistratos, (asi 600–527 př. n. l.), athénský samovládce (tyran)
- Hippiás, (asi 527–510 př. n. l.), athénský samovládce (tyran)
- Periandros  (asi 665–585 př. n. l.), samovládce (tyran) ve starověkém Korintu
- Polykratés ze Samu (přibližně 574–522 př. n. l.), řecký tyran na ostrově Samu
- Thérón († 473 př. n. l.), tyran ve starověkém městě Akragas na Sicílii
- Thrasydaios († 5. století př. n. l.), tyran ve starověkých městech Akragas a Himera na Sicílii